# SOC電子競技職業聯盟
SOC電子競技職業聯盟（Special Operation Command，縮寫S.O.C）成立於2003年10月5日，其成立的宗旨主要在於創造與提升台灣地區整體電玩與電子競技環境，提供所有電玩玩家一個整合各項電玩資訊與檔案的媒體平台，經歷多次改版與累積多次舉行賽事的經驗，目前已常態性於定期舉辦公開競賽，往後目標除了目前項目之競賽外，將比照世界電玩競技之趨勢與台灣區電子競技之需求，逐步加入其他相關項目。
SOC經歷台灣第二大入口網站蕃薯藤簽合作，藉由入口網站的高曝光率而讓更多人瞭解甚至加入這新興的活動，未來將持續在此領域上結合更多相關產業諸如ISP、軟體、硬體等廠商一同推動此產業各項活動。
現已關閉服務。

## 服務
- 運作SOC網站。提供網站、遊戲資訊、檔案下載、社群討論和各項活動報導等内容。
- 組織遊戲與賽事。包括：
  - 線上賽事，擁有完整線上報名機制，並可隨時擴充項目與規模。
- 活動企劃。整合網站、賽事、職業玩家，對於各項遊戲之規則、Bug、架構，與時間流程的掌握專精。同時進行。軟硬體與活動整合行銷。

## 團隊經歷
- 2004年5月 SOC第一屆線上公開賽
- 2004年8月 SOC第二屆線上公開賽
- 2004年9月 SOC第三屆線上公開賽
- 2004年10月 SOC第四屆線上公開賽
- 2004年12月 SOC第五屆線上公開賽
- 2005年2月 SOC第六屆線上公開賽
- 2005年4月 SOC第七屆線上公開賽
- 2005年5月 SOC第一屆職業邀請賽
- 2005年6月 SOC第八屆線上公開賽
- 2005年 花蓮縣教育局教育博覽會協辦電玩競賽項目
- 2005年7月 SOC第二屆職業邀請賽
- 2005年8月 SOC第九屆線上公開賽
- 2005年9月 SOC第三屆職業邀請賽
- 2005年10月 SOC第十屆線上公開賽
- 2005年11月 SOC第四屆職業邀請賽
- 2005年12月 SOC第十一屆線上公開賽
- 2006年1月 SOC第五屆職業邀請賽
- 2006年2月 SOC第十二屆線上公開賽
- 2006年3月 世紀帝國III線上公開賽Vol.1
- 2006年5月 世紀帝國III線上Vol.2
- 2006年4月 SOC第十三屆線上公開賽
- 2006年6月 SOC第十四屆線上公開賽
- 2006年 彩虹3C資訊廣場死鬥競賽（臺南）
- 2006年8月 世紀帝國III線上Vol.3
- 2006年9月 SOC第十五屆線上公開賽
- 2006年 彩虹3C資訊廣場死鬥競賽（臺北）
- 2008年6月 SOC第十八屆線上公開賽
- 2008年11月 SOC第十九屆線上公開賽
- 2009年2月 SOC第二十屆線上公開賽
- 2009年4月 CSO哈帝斯神人單兵死鬥賽